# Concelho de São Salvador do Mundo
Concelho de São Salvador do Mundo är en kommun i Kap Verde. Den ligger i den södra delen av landet, 21 km nordväst om huvudstaden Praia. Antalet invånare är 8 643. Arean är 26,5 kvadratkilometer. Concelho de São Salvador do Mundo ligger på ön Santiago. Concelho de São Salvador do Mundo gränsar till Santa Cruz, São Lourenço dos Órgãos, Concelho de Ribeira Grande de Santiago och Concelho de Santa Catarina. 
Terrängen i Concelho de São Salvador do Mundo är kuperad.
Följande samhällen finns i Concelho de São Salvador do Mundo:
- Picos

Omgivningarna runt Concelho de São Salvador do Mundo är en mosaik av jordbruksmark och naturlig växtlighet. Runt Concelho de São Salvador do Mundo är det tätbefolkat, med 266 invånare per kvadratkilometer.